# Chris Duhon
Christopher Nicholas Duhon, detto Chris (Mamou, 31 agosto 1982), è un ex cestista e allenatore di pallacanestro statunitense.

## Carriera
Viene selezionato con la 38ª scelta al draft 2004 dai Chicago Bulls. Nella sua stagione da matricola gioca con i Bulls, gioca tutte le 82 partite con una media di 5,9 punti e 4,9 assist. Gioca la sua miglior partita contro gli Atlanta Hawks, guidandoli a una grande rimonta nella seconda metà segnando 8 triple su 9, 24 punti complessivi; questo è stato un record per i Bulls finché Ben Gordon, scelto anch'egli dai Bulls al draft 2004, ha messo a segno 9 triple la stagione seguente. Dopo aver superato un'offerta dei Toronto Raptors, viene rifirmato dai Bulls per la stagione 2005-06, nella quale ha una media di 8,7 punti e 5,0 assist a partita. Nel 2005, dopo l'uragano Katrina, la Duhon's Stand Tall Foundation raccolse oltre 450.000 dollari per i residenti della sua città natale, Slidell. Ha un ruolo fondamentale nella vittoria dei Bulls della loro prima serie di play-off dall'era Michael Jordan, distruggendo i Miami Heat 4-0. Duhon ha avuto un ruolo chiave giocando come sesto uomo, giocando più minuti a causa dei problemi di falli che ha avuto Kirk Hinrich per tutta la serie. Dopo che i Bulls sono andati sotto per 0-3, Duhon ha giocato solidamente dalla panchina: in gara-4 ha segnato una tripla che ha portato i Bulls a 23 punti di vantaggio, ha invece segnato 8 punti (dei quali due triple e un tiro dall'area) in un relativamente facile vittoria in gara-5. Il 7 febbraio 2008, contro i Golden State Warriors, mette a segno un career-high di 34 punti (4 triple), con 9 assist, 3 palle rubate e 2 rimbalzi. Il suo contratto scade il 30 giugno 2008.
Il 4 luglio 2008 firma un contratto biennale a 14 milioni di dollari con i New York Knicks. Con i Knicks ha l'opportunità di giocare nel quintetto di partenza visto che il playmaker titolare, Stephon Marbury, è stato messo fuori rosa. Il 29 novembre 2008, contro i Golden State Warriors, realizza un record in una singola partita per i Knicks, mettendo a segno 22 assist.
L'8 luglio 2010 firma un contratto di quattro anni a 14 milioni di dollari con gli Orlando Magic.
Il 10 agosto 2012 viene ceduto ai Los Angeles Lakers nell'ambito dell'affare a quattro squadre che porta il compagno di squadra Dwight Howard ai Lakers. Il 29 giugno 2013 viene tagliato dai Lakers.

## Statistiche

### College
| Anno      | Squadra          | PG  | PT  | MP   | TC%  | 3P%  | TL%  | RP  | AP  | PRP | SP  | PP   |
| --------- | ---------------- | --- | --- | ---- | ---- | ---- | ---- | --- | --- | --- | --- | ---- |
| 2000-2001 | Duke Blue Devils | 39  | 10  | 27,8 | 42,4 | 36,1 | 65,0 | 3,2 | 4,5 | 2,0 | 0,0 | 7,2  |
| 2001-2002 | Duke Blue Devils | 35  | 34  | 35,1 | 41,0 | 34,0 | 71,1 | 3,1 | 5,9 | 2,3 | 0,1 | 8,9  |
| 2002-2003 | Duke Blue Devils | 33  | 32  | 36,0 | 38,6 | 27,3 | 68,8 | 3,2 | 6,4 | 1,9 | 0,2 | 9,2  |
| 2003-2004 | Duke Blue Devils | 37  | 37  | 35,4 | 44,8 | 30,2 | 72,2 | 4,1 | 6,1 | 2,2 | 0,2 | 10,0 |
| Carriera  | Carriera         | 144 | 113 | 33,4 | 41,8 | 32,1 | 69,3 | 3,4 | 5,7 | 2,1 | 0,1 | 8,8  |

### NBA

#### Regular Season
| Anno      | Squadra       | PG  | PT  | MP   | TC%  | 3P%  | TL%  | RP  | AP  | PRP | SP  | PP   |
| --------- | ------------- | --- | --- | ---- | ---- | ---- | ---- | --- | --- | --- | --- | ---- |
| 2004-2005 | Chicago Bulls | 82  | 73  | 26,5 | 35,2 | 35,5 | 73,1 | 2,6 | 4,9 | 1,0 | 0,0 | 5,9  |
| 2005-2006 | Chicago Bulls | 74  | 38  | 29,1 | 40,0 | 36,0 | 81,8 | 3,0 | 5,0 | 0,9 | 0,0 | 8,7  |
| 2006-2007 | Chicago Bulls | 78  | 30  | 24,4 | 40,8 | 35,9 | 75,2 | 2,2 | 4,0 | 0,9 | 0,1 | 7,2  |
| 2007-2008 | Chicago Bulls | 66  | 18  | 22,6 | 38,7 | 34,8 | 81,3 | 1,8 | 4,0 | 0,7 | 0,0 | 5,8  |
| 2008-2009 | N.Y. Knicks   | 79  | 78  | 36,8 | 42,1 | 39,1 | 85,6 | 3,1 | 7,2 | 0,9 | 0,1 | 11,1 |
| 2009-2010 | N.Y. Knicks   | 67  | 59  | 30,9 | 37,3 | 34,9 | 71,6 | 2,7 | 5,6 | 0,9 | 0,0 | 7,4  |
| 2010-2011 | Orlando Magic | 51  | 5   | 15,2 | 38,0 | 25,0 | 56,0 | 1,0 | 2,3 | 0,3 | 0,0 | 2,5  |
| 2011-2012 | Orlando Magic | 63  | 9   | 19,5 | 41,9 | 42,0 | 81,0 | 1,6 | 2,4 | 0,6 | 0,1 | 3,8  |
| 2012-2013 | L.A. Lakers   | 46  | 9   | 17,8 | 38,2 | 36,3 | 46,2 | 1,5 | 2,9 | 0,4 | 0,0 | 2,9  |
| Carriera  | Carriera      | 606 | 319 | 25,6 | 39,3 | 36,3 | 78,4 | 2,3 | 4,4 | 0,8 | 0,1 | 6,5  |

#### Playoffs
| Anno     | Squadra       | PG | PT | MP   | TC%  | 3P%  | TL%  | RP  | AP  | PRP | SP  | PP  |
| -------- | ------------- | -- | -- | ---- | ---- | ---- | ---- | --- | --- | --- | --- | --- |
| 2005     | Chicago Bulls | 6  | 5  | 26,5 | 29,7 | 27,3 | 81,8 | 4,3 | 3,5 | 0,3 | 0,0 | 6,2 |
| 2006     | Chicago Bulls | 6  | 0  | 21,8 | 36,0 | 43,8 | 83,3 | 2,7 | 2,2 | 0,3 | 0,0 | 5,0 |
| 2007     | Chicago Bulls | 9  | 0  | 19,1 | 29,0 | 31,6 | 80,0 | 1,8 | 2,3 | 0,3 | 0,1 | 3,6 |
| 2011     | Orlando Magic | 1  | 0  | 4,0  | 50,0 | 50,0 | 100  | 0,0 | 0,0 | 0,0 | 0,0 | 5,0 |
| 2012     | Orlando Magic | 5  | 0  | 12,2 | 20,0 | 33,3 | 0,0  | 1,4 | 1,8 | 1,0 | 0,2 | 0,6 |
| 2013     | L.A. Lakers   | 2  | 0  | 34,0 | 36,4 | 37,5 | -    | 1,5 | 3,5 | 1,0 | 0,5 | 5,5 |
| Carriera | Carriera      | 29 | 5  | 20,5 | 31,5 | 34,3 | 77,4 | 2,3 | 2,4 | 0,5 | 0,1 | 4,1 |

## Palmarès
- McDonald's All-American Game (2000)
- Campione NCAA (2001)
- NCAA AP All-America Third Team (2004)